# Burg Fürstenstein (Rietheim-Weilheim)
Die Burg Fürstenstein ist eine abgegangene kleine hochmittelalterliche Höhenburg bei der Gemeinde Rietheim-Weilheim im Landkreis Tuttlingen in Baden-Württemberg.

## Geschichte
Da über die Burg heute nur sehr wenig bekannt ist, ist auch der Bauherr und der Erbauungszeitpunkt nicht gesichert, nach Schmitt wurde sie während des 11. oder des 12. Jahrhunderts erbaut, Heine datiert die Burg auf das 12./13. Jahrhundert.
Auch über die Besitzverhältnisse herrscht Unklarheit, in älterer Literatur dient sie als Sitz eines Zweiges der Fürsten von Hirschberg/Konzenberg, diese waren auch im Besitz der wenige Kilometer südwestlich gelegenen Burg Konzenberg. Außerdem sind sie bis 1343 in Weilheim nachgewiesen. In einem Urbar der Konzenberger ist die Burg Sitz eines Freiherrengeschlechtes.
Am wahrscheinlichsten kann die Burg aber dem im Jahr 1211 erwähnten Bertholdus de Vuristinstein, ein Bruder des Reichenauer Abtes Heinrich von Hohenkarpfen, zugeordnet werden.
Der Burgname wurde wohl von der topographischen Lage hergeleitet: Vuristinstein bedeutet vorderster Stein.

## Beschreibung
Die Burgstelle liegt auf 877 m ü. NN am nach Westen steil in das etwa 200 Höhenmeter tiefer liegende Tal des Faulenbachs am abfallenden Talhang des Allmend. Ein aus diesem Hang hervortretender Fels mit den Maßen von etwa 25 mal 30 Metern wurde durch einen winkelförmigen Sohlgraben von der anschließenden Hochfläche abgetrennt. Am nördlichen sowie am südlichen Ende dieses Grabens sind größere Abraumhalden, ein Zeichen künstlicher Herkunft des Grabens, zu sehen.

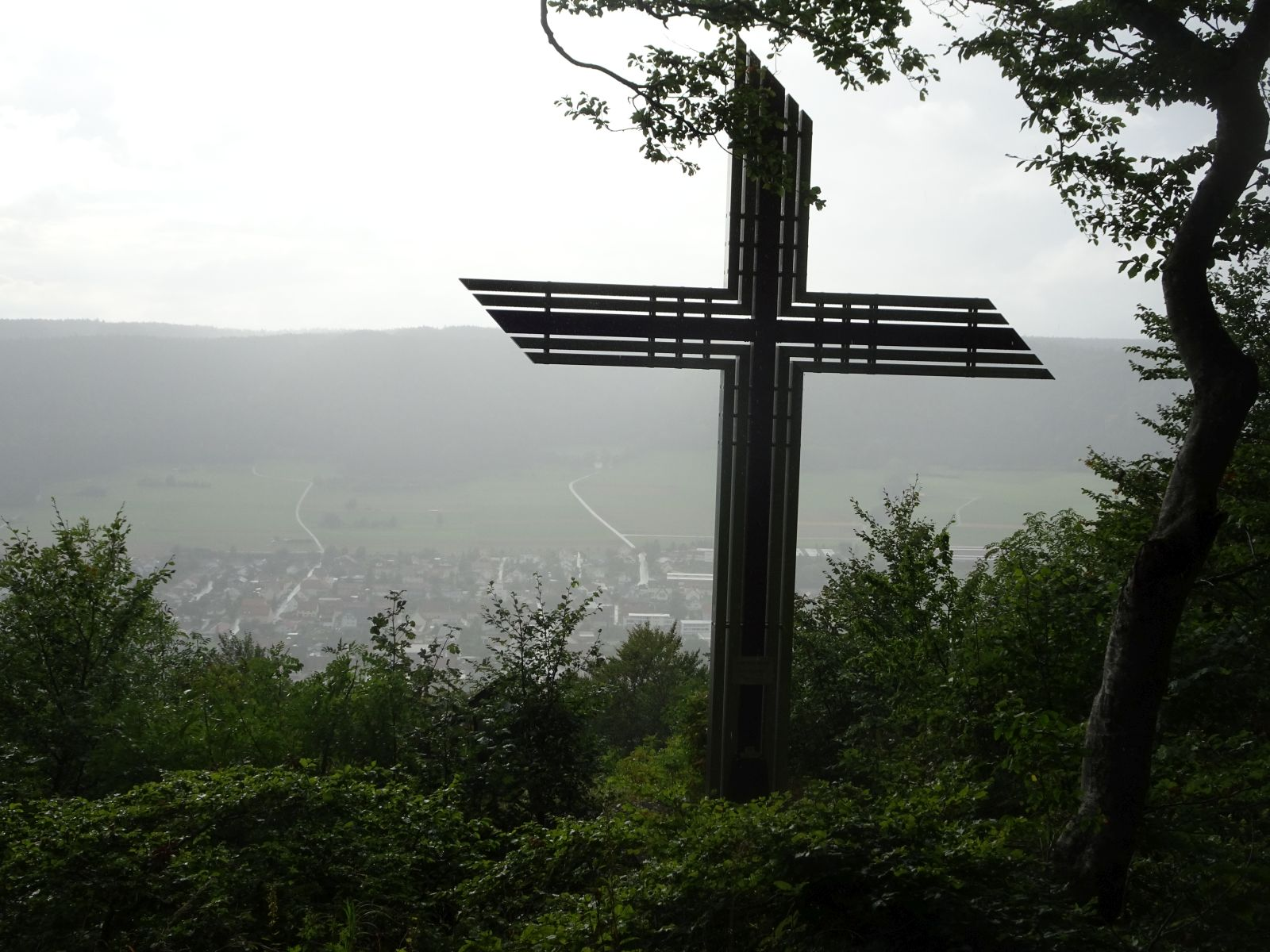
Kreuz am Fürstenstein

Von der kleinen einteiligen Burg sind heute nur noch wenige Reste erhalten. Auf dem höchsten Punkt der Anlage, etwa drei Meter über der angrenzenden Hochfläche, sind Kernmauerwerksreste, vermutlich eines turmförmigen Gebäudes, sichtbar. Als weiterer Bebauungsrest auf der terrassierten Burgfläche ist eine aus dem Fels gearbeitete Vertiefung erkennbar, sie stellt wohl den Rest eines Gebäudekellers dar.
Neben der Burgstelle wurde 2017 ein beleuchtetes Kreuz eingeweiht.